# Utopia, Texas
Utopia là một nơi ấn định cho điều tra dân số (CDP) thuộc quận Uvalde, tiểu bang Texas, Hoa Kỳ. Năm 2010, dân số của nơi này là 227 người.

## Dân số
- Dân số năm 2000: 241 người.
- Dân số năm 2010: 227 người.